# 金上村
金上村（かながみむら）は福島県河沼郡にあった村。現在の会津坂下町南東部にあたる。

## 地理
- 河川：阿賀川、宮川

## 歴史
- 1889年（明治22年）4月1日 - 町村制の施行により、福原村、宮古村、金上村、海老細村、塚原村、開津村、新開津村の区域をもって発足。
- 1955年（昭和30年）4月1日 - 坂下町・若宮村・広瀬村・川西村・八幡村と合併して会津坂下町が発足。同日金上村廃止。

## 交通

### 道路
- 越後街道（現・国道49号）